# スリーピング・サン
「スリーピング・サン」（Sleeping Sun）は、ナイトウィッシュが発表したバラード。アルバム『オーシャンボーン』のヒットを受けてドラッカー・エンターテインメントがツォーマス・ホロパイネンに作曲を依頼して完成した曲で、1999年に「4 Ballads Of The Eclipse」と副題を付けたシングルとしてリリースされた。また、同年末頃から『オーシャンボーン』のボーナス・トラックとして収録されることになった。2005年に再録音されてアルバム『ハイエスト・ホープス』に収録され、こちらのシングルもリリースされた。また、同年にはオリジナル版も再発売され、その際にはCDだけでなくDVDでもリリースされ、副題は「Ballads To The Eclipse」とされた。
内容は1999年8月に起きた日食に捧げるものになっている。

## 1999年オリジナル版
録音されたのは1999年5月から6月で、Caverock Studio / Finnvox Studios の2箇所で行われた。

### トラック・リスト（オリジナル）

#### 初版（オリジナル）
1. Sleeping sun
2. Walking in the air
3. Swanheart
4. Angels fall first

#### 再発売（オリジナル）
Side A - CD-Audio
1. Sleeping Sun (04:01)
2. Walking In The Air (05:28)
3. Swanheart (04:44)
4. Angels Fall First (05:34)

Side B - DVD-Video
1. Sleeping Sun (04:01)
2. Walking In The Air [live] (05:28)
3. Swanheart [live] (03:58)

### 演奏者（オリジナル）
- ターヤ・トゥルネン - 歌
- ツォーマス・ホロパイネン - キーボード
- エンプ・ヴオリネン - ギター
- ユッカ・ネヴァライネン - ドラムス
- サミ・ヴェンスケ - ベース

### ビデオ（オリジナル）
出演したのはターヤ・トゥルネンのみで、赤く染めた髪はここ以外では見られない珍しいルックスになっている。フィンランドの様々な自然を巡る映像で、草原、岸辺、森林などが見られる。撮影地はイヴァロとイナリ湖。

### スタッフ（オリジナル）
- Director: Sami Käyhkö
- Producer: Paula Eronen
- Executive producer: Sami Manninen
- Cinematographer: Risto Laasonen
- Camera assistant: Kalle Pekkala
- Trip and organizer: Juha Virtala
- Makeup and costumes: Johanna Pulli
- Grip assistant: Esko Virtala, Ville Kyro
- Offline editors: Sami Käyhkö, Reko Turja
- Telecine colourist: Adam Vidovic
- Online and compositing: Sami Käyhkö, Reko Turja

## 2005年再録音版
2005年の再録音版は、アルバム『ハイエスト・ホープス』に収録され、シングルとしてもリリースされた。
メゾソプラノの響きを生かした歌声ではなく、リリカル・ソプラノで歌われた。ビデオも新しく制作され、戦場を舞台にしたものになった。
シングルがリリースされて2日後、ターヤ・トゥルネンはバンドを解雇された。

### トラック・リスト（2005年版）

#### CD（2005年版）
1. Sleeping Sun (2005 radio edit)
基本的には2曲目の2005 full versionと変わりないが、間奏が短く編集されている。
2. Sleeping Sun (2005 full version)
こちらが正式なフルバージョンであり、『ハイエスト・ホープス』にもこれが収録されている。
3. Sleeping Sun (original version)
『オーシャンボーン』に収録されたバージョン。

#### DVD（2005年版）
1. Sleeping Sun (2005 video)
2. Sleeping Sun (1999 video)
3. Sleeping Sun (Live at Summer Breeze)

### 演奏者（2005年版）
- ターヤ・トゥルネン - 歌
- ツォーマス・ホロパイネン - キーボード
- エンプ・ヴオリネン - ギター
- ユッカ・ネヴァライネン - ドラムス
- マルコ・ヒエタラ - ベース、歌